# إقليم ميمينسينغ
إقليم ميمينسينغ (بالبنغالية: ময়মনসিংহ বিভাগ)‏ واحدًا من الأقسام الإدارية في بنغلاديش. تبلغ مساحته 10,485 كيلومتر مربع (4,048 ميل2) ويبلغ عدد سكانه 12,225,498 نسمة وفقًا لتعداد عام 2022. أسس الإقليم رسميًا في عام 2015 فصلًا عن الجزء الشمالي من قسم دكا.
ميمينسينغ هي مقره الإداري، الإقليم مكون من أربع مناطق رئيسية: منطقة ميمنسينغ ومنطقة جامالبور ومنطقة نيتروكونا ومنطقة شيربور. الإقليم قلعة لصناعة النسيج الموجه للتصدير، فتنتشر المصانع في جميع أنحاء الإقليم.

## التاريخ

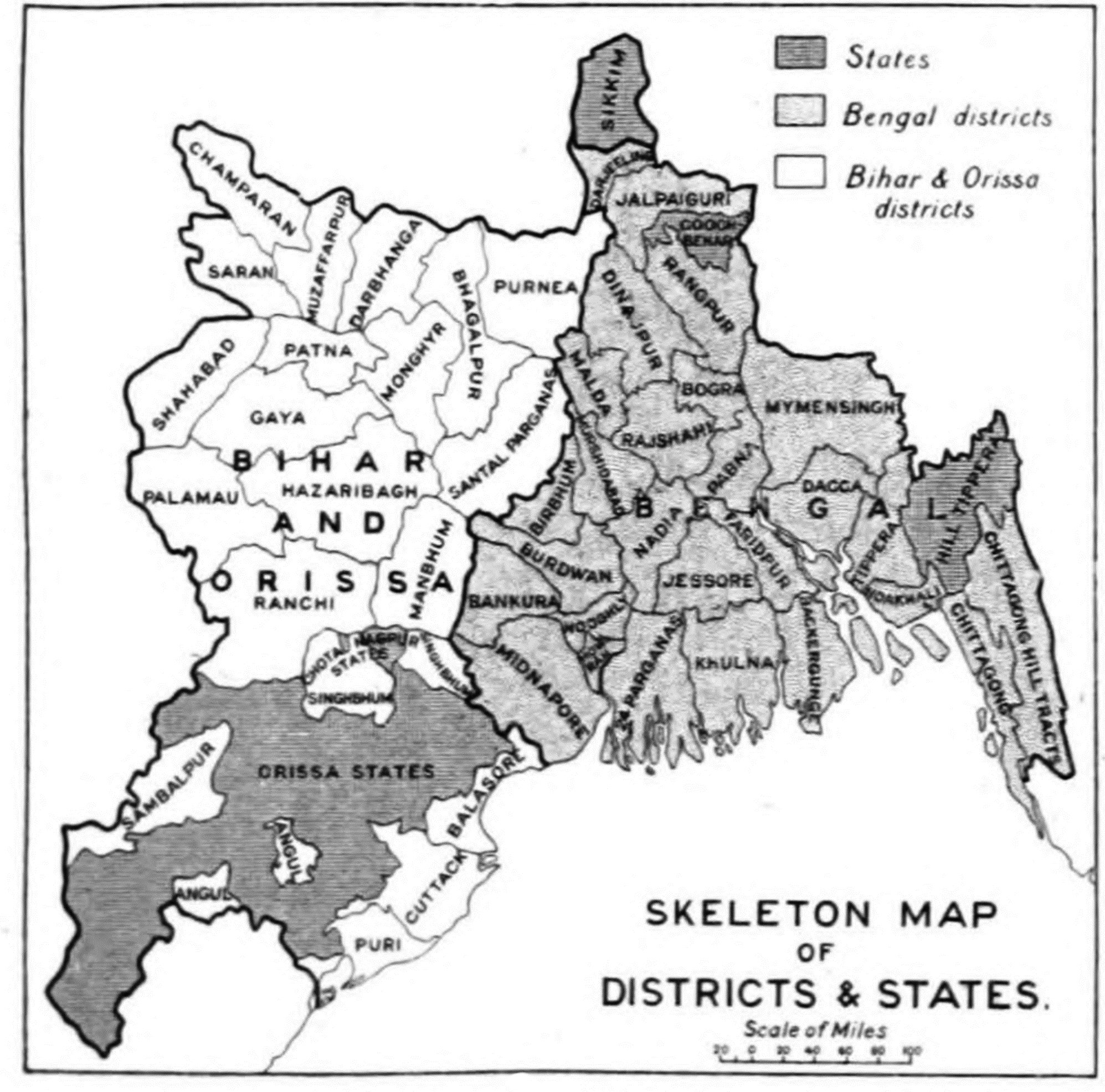
خريطة مقاطعة البنغال تظهر منطقة ميمينسينغ الكبرى (تشمل تانجيل وكيشورغانج) في عام 1917.

كانت ميمينسينغ في القرن الرابع قبل الميلاد جزءًا مهمًا من ولاية ماهاجانابادا الفيدية. تعاقب على حكم المنطقة العديد من السلالات بدءًا من إمبراطورية جوبتا وسلالة سينا وصولًا إلى الحكم الإسلامي في العصور الوسطى. وقد تركت كل حقبة أثرها على النسيج الثقافي والسياسي للمنطقة، مما شكل هويتها التاريخية الفريدة.
تأسست منطقة ميمينسينغ الكبرى المكونة من ميمينسينغ وخمس مناطق مجاورة في عام 1787 وقت الحكم البريطاني. خضعت المنطقة لاحقًا لإعادة تنظيم على مرحلتين، الأولى قسمت فيها إلى ست مناطق: ميمينسينغ وكيشورغانج ونيتروكونا وجامالبور وتانجيل وشيربور. لم تضم كيشورغانج وتانجيل إلى إقليم ميمينسينغ الحالي وبقيت من توابع دكا.
أعلنت رئيسة الوزراء الشيخة حسينة في 12 يناير 2015 عن إنشاء قسم ميمنسينغ الجديد. خُطط في البداية أن يتكون الإقليم من ست مقاطعات تفصل عن إقليم دكا هي المقاطعات الأصلية لمنطقة ميمينسينغ السابقة عن إقليم دكا. لكن فضّل سكان تانجيل وكيشورغانج البقاء ضمن إقليم دكا. أعلن في 14 سبتمبر 2015 عن تأسيس إقليم ميمينسينغ من أربع مناطق.

## التقسيم الإداري
| الناحية           | القاعدة   | المساحة (كم2) | عدد السكان تعداد 2011 | عدد السكان تعداد 2022 |
| ----------------- | --------- | ------------- | --------------------- | --------------------- |
| ناحية مؤمنشاهي ‏   | ميمينسينغ | 4٬394٫57      | 5٬110٬272             | 5,898,747             |
| Jamalpur District | Jamalpur  | 2٬115٫16      | 2٬292٬674             | 2,499,627             |
| ناحية نتركونا ‏    | Netrokona | 2٬794٫28      | 2٬229٬642             | 2,324,665             |
| Sherpur District  | Sherpur   | 1٬364٫67      | 1٬358٬325             | 1,501,751             |
| المجموع           | 4         | 10٬584٫06     | 10,990,913            | 12,224,790            |

## السكان
| الدين في الإقليم (2022) | الدين في الإقليم (2022) | الدين في الإقليم (2022) | الدين في الإقليم (2022) | الدين في الإقليم (2022) |
| ----------------------- | ----------------------- | ----------------------- | ----------------------- | ----------------------- |
| الدين                   | الدين                   |                         | النسبة                  | النسبة                  |
| الإسلام                 | الإسلام                 |                         | 95.57%                  | 95.57%                  |
| الهندوسية               | الهندوسية               |                         | 3.94%                   | 3.94%                   |
| المسيحية                | المسيحية                |                         | 0.46%                   | 0.46%                   |
| أخرى                    | أخرى                    |                         | 0.03%                   | 0.03%                   |

يشكل المسلمون الأغلبية الساحقة من السكان بنسبة 95.57٪ في حين يمثل الهندوس 3.94٪ والمسيحيون 0.46٪. الإقليم هو صاحب أعلى نسبة للمسلمين من عدد السكان في البلاد.